# Szu–30
A Szu–30 kéthajtóműves, negyedik generációs nehéz vadászbombázó repülőgép, melyet az 1990-es évek közepén hoztak létre Oroszországban, a Szu–27 továbbfejlesztésével. A jó manőverezőképességű, nagy hatótávolságú és erős fegyverzetű repülőgép tömeges rendszeresítésére Oroszországban a pénzhiány miatt nem került sor, de komoly exportsikereket ért el. 1997–2007 között az Irkut repülőgépgyár 431 db Szu–30-at készített. Ebből 208 db-ot az orosz légierő használ, 223 db-ot exportáltak (89 db-ot Indiába, ahol összesen 230+50 darabot terveznek rendszerbe állítani, 100 db-ot Kínába, 2 db-ot Indonéziába, 4 db-ot Vietnámba, 16 db-ot Venezuelába,  12 db-ot Malajziába.)

## Típusváltozatok

Szuhoj Szu-30 vadászbombázó

- Szu–30K[2]
- Szu–30KI[3]
- Szu–30KN[4]
- Szu–30M
- Szu–30MK[5]
- Szu–30MK2[6]
- Szu–30MKA
- Szu–30MKI[7]
- Szu–30MKK[8]
- Szu–30MKM[9]
- Szu–30KN
- Szu–30KI

## Külső hivatkozások
- A repülőgépet kifejlesztő Szuhoj Vállalat honlapja Archiválva 2020. szeptember 17-i dátummal a Wayback Machine-ben
- A sorozatgyártást végző Irkut repülőgépgyár honlapja (oroszul és angolul)